# لغة رابا نوي
```
لغة راپا نوي
 أو 
الراپانوية
 (
/
ˌ
r
æ
p
ə
ˈ
n
uː
i
/
)، 
[
1
]
 المعروفة أيضا باسم 
پاسواكان
 (
/
ˈ
p
æ
s
k
j
u
ə
n
/
) أو 
الپاسواكانية
 
Pascuense،
 هي 
لغة شرق 
پولينيزية
 من عائلة 
اللغات الأسترونيزية
. يتحدث بها في جزيرة 
راپا نوي
 ، المعروفة أيضا باسم جزيرة الفصح.
```

🗿 [المشهورة بتماثيل الرؤوس الضخمة]
الجزيرة هي موطن لسكان أقل من 6000 نسمة، وهي منطقة خاصة في تشيلي. وفقًا لبيانات التعداد السكاني،  يوجد حوالي 3700 شخص في الجزيرة وفي البر الرئيسي التشيلي يعرّفون باسم راپانويّيون عرقيًا. بيانات التعداد غير موجودة على اللغات الأساسية المعروفة والمتحدث بها بين هؤلاء الأشخاص. حالياً [متى؟] يدّعى بأن عدد المتحدثين بطلاقة يصل إلى 800. لغة Rapa Nui هي لغة أقلية ويتحدث العديد من الناطقين بها باللغة الإسبانية. معظم أطفال Rapa Nui يكبرون الآن ويتحدثون الإسبانية، وأولئك الذين يتعلمون لغة Rapa Nui يبدأون في تعلمها لاحقًا في الحياة.

## الفونولوجيا: علم الأصوات الكلامية
تحتوي لغة راپانوي على عشرة أحرف ثابتة \ ساكنة وخمس حروف علة \ متحركة \ متغيرة.

### الحروف الساكنة
|         | الشفة     | اللسان وسقف الفم | حلقي      | مزماري     |
| ------- | --------- | ---------------- | --------- | ---------- |
| أنفي    | / ‎m‏ / ⟨م⟩ | / ‎n‏ / ⟨ن⟩        | / ‎ŋ‏ / ⟨ݠ⟩ |            |
| توقف    | / ‎p‏ / ⟨پ⟩ | / ‎t‏ / ⟨ت⟩        | / ‎k‏ / ⟨ك⟩ | / ‎ʔ‏ / ⟨ꞌ⟩  |
| احتكاكي | / ‎v‏ / ⟨ڤ⟩ |                  |           | / ‎h‏ / ⟨هـ⟩ |
| رفرف    |           | / ‎ɾ‏ / ⟨ر⟩        |           |            |

نظرًا لأن الجيل الحالي من Rapa Nui يتحدث الإسبانية كلغة أولى في سنوات الشباب ويتعلمون الراپانوية في وقت لاحق من الحياة، فيمكن نطق الراء المرفرفة ‎/ɾ/‏ في موضع كلمة أولية بالتتابع السنخي ‎[r]‏ .

### الحروف المتحركة \ حروف العلة
يمكن أن تكون جميع حروف العلة طويلة أو قصيرة وتكون دائمًا طويلة عندما يتم تُمد في الموضع النهائي للكلمة. معظم تسلسل حروف العلة موجودة، باستثناء *يو \ ؤ uo . لا تحدث تسلسلات التكرار إلا في [إي] eee («نعم»).

## علم الإملاء
لغة راپانوي المكتوبة تستخدم النظام النصي للاتينية. تتكون الأبجدية اللاتينية لـ Rapa Nui من 20 حرفًا:
A ، Ā ، E ، Ē ، G ، H ، I ، Ī ، K ، M ، N ، O ، О̄ ، P ، R ، T ، U ، ، V ، ꞌ
الأنف طبقي ‎/ŋ/‏ يُكتب بشكل عام بالحرف اللاتيني ⟨g⟩ ولكن في بعض الأحيان يُكتب بحرفي ⟨ng⟩ خاصة في النصوص الإلكترونية، ومزماري الاستفهامي ‎/ʔ/‏ قد تكون مكتوبة مع "okina ⟨ꞌ⟩ لتجنب مشاكل باستخدام مباشرة الفاصلة ⟨'⟩  حرف خاص، ⟨ġ⟩ ويستخدم أحيانا لتمييزه عن الإسبانية ‎/ɡ/‏ والتي أدخلت للغة راپانوي المكتوبة ‎/ŋ/‏  وبالمثل، ‎/ŋ/‏ تُكتب ⟨g̈⟩ لتمييزها عن ج g الإسبانية. IPA إلكترونية ⟨ŋ⟩ الآن هي أيضا حيز الاستخدام.

## علم التشكل المورفولوجيا

### هيكل مقطع
المقاطع في اللغة الراپانوية هي س+م (أحرف ساكنة-متحركة) أو (متحركة«أحرف علة»). لا توجد مجموعات متناسقة أو أحرف العلة نهائية المفردات.

### مضاعفة
تؤدي عملية المضاعفة لكل الأسماء أو الأجزاء المقطوعة مجموعة متنوعة من الوظائف المختلفة في لغة راپانوي. لوصف الألوان التي لا توجد بها كلمة محددة مسبقًا، يتم تكرار الاسم الخاص بالكائن ذي اللون المماثل لتكوين صفة. فمثلا:
إلى جانب تشكيل الصفات من الأسماء، يمكن أن يشير تكرار الكلمات الكاملة إلى عمل متعدد أو مكثف. فمثلا:
- hatu (نسج) → hatuhatu (أضعاف)
- kume (تراجع) → kumekume (تأخذ إلى قطع)
- روكو (غوص) → روكورو (غوص)

يشير تكرار النسختين الأخيرتين من الفعل إلى التعددية أو الشدة. في هذا المثال، يمثل القسم الغامق تكرارًا لمقطعين أخيرين، يشير إلى الكثافة أو التركيز:
Haꞌaki (أخبر):
كا haꞌaki (أخبر القصة)
كا haꞌakiꞌaki (أخبر القصة كلها)

### الكلمات المستعارة
تتضمن لغة Rapa Nui عددًا من الكلمات المستعارة التي تحدث فيها إنشاءات مثل المجموعات الساكنة أو حروف العلة النهائية للكلمة، على الرغم من أنها لا تحدث بشكل طبيعي في اللغة. تاريخيا، كانت الممارسة هي كتابة الحروف الساكنة غير المألوفة، وإدخال حروف العلة بين الحروف الساكنة المجمعة وإلحاق حروف العلة النهائية بالكلمات عند الضرورة.
في الآونة الأخيرة، احتفظت الكلمات المستعارة - والتي تأتي أساسًا من اللغة الإسبانية - بمجموعاتها الثابتة. على سبيل المثال، " litro " (لتر).

## بناء الجملة

### ترتيب المفردات
Rapa Nui هي لغة VSO (فعل - موضوع - كائن). باستثناء الحالات التي يتم فيها استخدام أفعال الاستشعار، يتم تمييز كائن الفعل بالجسيم العلائقي i .
على سبيل المثال: هو hakahu koe i te rama (الجسيمات العلائقية والكائن عريضان)
«أنت تضيء الشعلة»
عند استخدام فعل الاستشعار، يتم تمييز الموضوع بواسطة الجسيمات المتفاعلة e .
على سبيل المثال: He tikea e au te poki (الجسيمات التفاعلية والموضوع عريضان)
«أستطيع أن أرى الطفل»

### ضمير
الضمائر عادة ما تكون محددة بالرقم: في Rapa Nui توجد علامات للمفرد والجمع الشخصي الأول والثاني والثالث؛ ومع ذلك، لا يوجد سوى علامة مزدوجة في الشخص الأول. يمكن لأول شخص مزدوج وصيغة الجمع علامة حصرية وشاملة. الضمائر دائماً أمام الشخص المفرد (PRS) 'a' والجسيمات العلائقية (RLT) 'i' أو dative (DAT) 'ki'. ومع ذلك، في بعض الأمثلة، ليس لديهم PRS و RLT و DAT.
لا يوجد سوى نموذج واحد من الضمائر لرابا نوي. أنها تعمل نفسها في كل حالات الموضوع والكائن.
فيما يلي جدول أشكال الضمير في الراپانوية 
| الاختصارات | التفسيرات النحوية      | أشكال رابا نوي   |
| ---------- | ---------------------- | ---------------- |
| 1S         | الشخص الأول المفرد     | الاتحاد الأفريقي |
| 2S         | الشخص الثاني المفرد    | خليهن ولد الرشيد |
| 3S         | 3rd شخص المفرد         | I ل              |
| 1DE        | 1st شخص المزدوج الحصري | ماوا             |
| 1di        | أول شخص مزدوج شامل     | taua             |
| 1PE        | 1st شخص الجمع الحصري   | matou            |
| 1pi        | 1st شخص الجمع الشامل   | تاتو             |
| 2P         | 2nd شخص مزدوج          | korua            |
| 3P         | 3rd شخص مزدوج          | raua             |

## إشارات وملاحظات
1. ↑  Laurie Bauer (2007), The Linguistics Student's Handbook, Edinburgh
2. ↑  2002 Chilean census data
3. ↑  Fischer 2008
4. ↑  Makihara 2005a: p. 728
5. 1 2 3 4 5 6 7  Du Feu 1996
6. ↑  Kieviet 2017
7. 1 2  Du Fu 1996

## روابط خارجية
- Englert's Rapa Nui dictionary: إصدار أرشيف الإنترنت من 2007-10-16
- قاموس Mirror of Englert's Rapa Nui:
- قائمة المفردات Rapa Nui Swadesh (ويكاموس)
- كلمات Rapa Nui من قاعدة بيانات المفردات الأساسية الأسترونية
- ميكي ماكيهارا (كلية كوينز)، لديه العديد من الأوراق حول اللغة المعاصرة لرابا نوي وجهود إحياء اللغة
- A قواعد نحوية لـ Rapa Nui كتبها Paulus Kieviet (مطبعة لغة العلوم، 2017 ؛ تنزيل مجاني)